# Rap klap
Rap klap was een spelprogramma op de Vlaamse televisiezender VTM begin jaren 1990 en werd gepresenteerd door Anne De Baetzelier. Walter De Meyere was het strenge jurylid dat bij de minst gemaakte fout optrad.

## Spelverloop

### Voorrondes
Er zijn twee teams met elk 5 kandidaten. Elk spel bestaat uit twee rondes. Elke ronde wordt door één team - veelal familieleden, kennissen of leden van een vereniging - gespeeld. De kandidaten staan op een rij zodat men de rug van de voorganger ziet. Op de eerste persoon in de rij na, dragen de anderen een hoofdtelefoon. De Baetzelier toont in de eerste ronde twee kaartjes met daarop een woord aan de kandidaat. De kandidaat kiest één woord. Zodra De Baetzelier "Rap klap" zegt, start de speeltijd van maximum 40 seconden. De eerste kandidaat klopt op de schouder van zijn voorganger. Deze neemt zijn hoofdtelefoon af en draait zich om. De tweede kandidaat moet het gekozen woord trachten te raden waarbij de eerste kandidaat synoniemen en/of omschrijvingen geeft. Heeft de tweede kandidaat het woord gevonden, klopt hij op de schouder van de derde kandidaat... Het team krijgt 1 punt per persoon die het woord raadt.
Een ronde is afgelopen wanneer:
- de tijd is verstreken
- het te zoeken woord door de persoon die de tips geeft wordt gezegd
- een kandidaat een synoniem gebruikt dat door zijn voorgangers al was gezegd
- een kandidaat een zelfstanding of bijvoeglijk naamwoord gebruikt dat eerder was gezegd
- een afgeleide gebruikt van een eerder gezegd zelfstandig naamwoord of werkwoord, tenzij een vervoeging van "hebben" of "zijn"
- de vier kandidaten het woord hebben gevonden zonder een fout te maken en binnen de tijd

Na een ronde gaat de persoon die het woord koos achteraan in zijn rij staan en schuift iedereen een plaats op.
Daarna start de tweede ronde: deze is identiek aan de eerste, alleen dat deze door het tweede team wordt gespeeld met het andere woord.
Vervolgens herstart het spel zich. In totaal wordt dit 5 keer volledig gespeeld zodat elk teamlid als eerste in de rij heeft gestaan.

## Finaleronde
Het team met de meeste punten gaat naar de finale en kiest een "aanvoerder". De anderen draaien zich om en zetten een hoofdtelefoon op. De aanvoerder krijgt een "vind"-woord te zien waarbij hij vier zelfgekozen woorden moet opgeven. Vervolgens draaien de andere teamleden zich om en verwijderen ze de hoofdtelefoon. Ze krijgen hetzelfde "vind"-woord te horen. Vervolgens heeft men twintig seconden tijd - waarbij elk individu 5 seconden krijgt - waarin men de woorden moet raden die de aanvoerder heeft opgegeven. Per gevonden woord krijgt men een geldbedrag. Deze ronde wordt nog twee keer herhaald waarbij het bedrag per gevonden woord telkens stijgt. Het maximaal te winnen bedrag is 1 miljoen Belgische franken. Het winnende team mag sowieso deelnemen aan de volgende aflevering. Het verliezende team moet het spel verlaten en krijgt naast het bedrag dat zij in de vorige aflevering(en) had gewonnen Rap klap-walkmans. Een team dat tijdens zijn eerste deelname verloor, kreeg enkel de walkmans.